# Chiesa di Sant'Isidoro Agricola
La chiesa di Sant'Isidoro Agricola è una chiesa di Bivona, comune italiano della provincia di Agrigento in Sicilia, nell'area dei Monti Sicani. Edificata nel XVII secolo, per circa trentasei anni ha ricoperto il ruolo di seconda chiesa parrocchiale del paese nel XX secolo. È sita in via Lorenzo Panepinto, nella parte settentrionale del paese.
Sia internamente che esternamente la chiesa si presenta con un aspetto austero, quasi del tutto privo di elementi di decorazione.

## Storia
Venne edificata negli anni '40 del Seicento da un gruppo di bivonesi che, in seguito a pessime annate agricole, decisero di costruire un luogo di culto per sant'Isidoro Agricola, protettore degli agricoltori. 

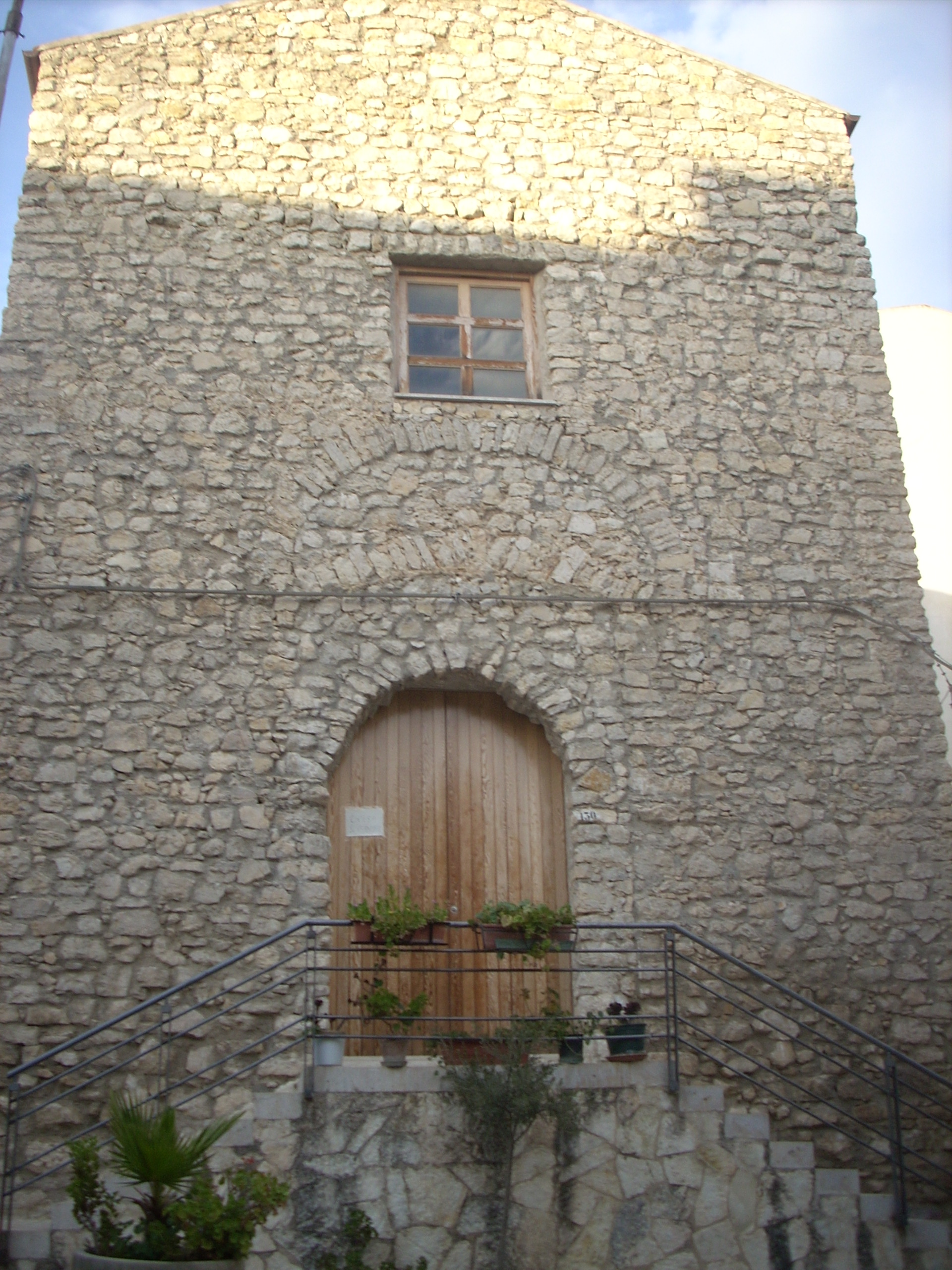
La facciata della chiesa

In occasione di una visita pastorale del 1678 si descrivono tre altari, quello maggiore dedicato a sant'Isidoro Agricola e quelli laterali a sant'Anna e a san Silvestro, con le relative immagini sacre, ma in una visita successiva del 1742 la chiesa si presentava bisognosa di riparazioni e restava agibile solo l'altare di sant'Anna, qualche anno prima riconsacrato alla "Madonna della Pietà" e dotato di una statua, mentre gli altri due altari furono interdetti. Nel maggio del 1751 erano stati effettuati dei restauri, ma nel 1797 la chiesa si trovava nuovamente bisognosa di lavori e dal 1806 la celebrazione della messa fu consentita solo in due altari.
Nei primi decenni dell'Ottocento la chiesa venne dotata di rendite e di arredi e in una visita pastorale del 1855 venne trovata in buono stato. Dal 1858 divenne sede della confraternita del Santissimo Crocifisso (detta impropriamente confraternita di Sant'Isidoro). Divenuta nuovamente inagibile, venne restaurata alla fine degli anni '90 del Novecento. Attualmente vi si celebra la messa una volta alla settimana e in particolari giorni di festa, come, per esempio, in occasione della festa di Sant'Isidoro.
Nel 1950 venne elevata a sede parrocchiale.

## Descrizione
Di piccole dimensioni, si presenta a navata unica, con due piccoli rilievi laterali che fungono da finte cappelle Alla chiesa è annessa una modesta sacrestia, sita nel lato ovest della parte settentrionale dell'edificio.
Vi sono ospitate una statua di Sant'Isidoro (collocata nella cappella di sinistra), portata in processione nei mesi di maggio e giugno, ed un'altra statua policroma di Santa Maria di Gesù, proveniente dall'omonima chiesa bivonese oggi in rovina, collocata nella cappella destra. L'altare maggiore è sovrastato da un crocifisso.